# José Viudes Sevilla
José Viudes Sevilla va néixer a Alacant al 1863 i va morir el 1928. Va ser director, compositor i editor. Fou cantor a les capelles de la Misericordia i de Sant Nicolàs a Alacant. Va rebre les sebes primres lliçons musicals del mestre Fons. Al revelar-se com a bon violinista, va entrar a formar part de la orquestra del Teatre Principal. Va continuar els seus estudis de violí, piano i composició a Madri, on es va fer càrrec de la direcció de la orquestra del teatre de Novetats. De tornada a Alacant, es va esablir a Ibi, on va dirigir la banda de músics de la ciutat i on va crear una editorial de música en la que va publicar les seves obres. Posteriorment va ser per oposició, director de la Banda Municipal de Còrdova i després de la de Torrevieja (Alacant). Va seguir després com a director d'orquestra en Barcelona. Es va establir a Alacant definitivament, on va actuar a més a més com a organista i profesor. Va compondre diverses obres per a piano, per a cant i piano.

## Obres
- Banda: La fiesta mayor de la aldea, Rap alicantina.
- Cor i acompanyament (Todas, 3V, Orq, órg): Credidi de cuarto tono; Himne, Letania; Missa a sol i cor; Missa a tres veus,; Regina coeli; Sacris solemnis.
- Cor: Bendita sea tu pureza, 2V; Despedida; Gozos a la Virgen de los Dolores; Salve, 3V; Trisagio, 3V.